# FC Shakhter Qaragandy
Maillots
Le Football Club Shakhter Karagandy (en kazakh : Шахтёр Қарағанды Футбол Клубы, plus couramment abrégé en Shakhter Karagandy ou FC Shakhter, est un club de football kazakh, fondé en 1958 et situé dans la ville de Karaganda.

## Histoire
Le club est fondé au cours des années 1950 et évolue dans un premier temps dans le championnat de la RSS du Kazakhstan. Il se professionnalise en 1958, année considérée comme date de naissance effective du club, et intègre dans la foulée la deuxième division soviétique. Il termine premier de son groupe lors de la saison 1962 et sort vainqueur de la phase finale pour la promotion, mais n'accède finalement pas à la première division en raison d'une réforme des divisions soviétiques.

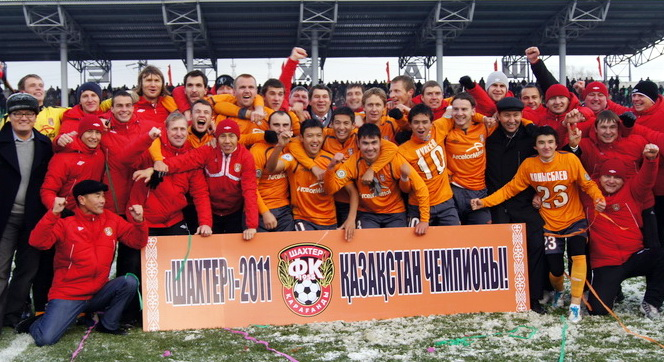
Le Shakhter remporte son premier championnat lors de la saison 2011.

Il se maintient par la suite au deuxième échelon durant le reste des années 1960 et les premières années de la décennie 1970, et ce malgré les diverses réformes de la compétition la faisant passer à un format à un groupe unique à partir de 1970. Le Shakhter connaît finalement la relégation pour la seule fois de son histoire en 1973 en terminant dix-huitième. Après sa relégation, le club passe le reste de sa période soviétique au sein du troisième échelon, remportant notamment la huitième zone en 1982 et 1983 mais échouant à la promotion par la suite au cours des phases finales.
Après la dissolution de l'Union soviétique en fin d'année 1991, le Shakhter est intégré directement au sein de la nouvelle première division kazakhe où il évolue de manière perpétuelle depuis la saison 1992, remportant la compétition par deux fois en 2011 et 2012 ainsi que la Coupe du Kazakhstan en 2013.
En parallèle de ses succès en championnat, le club effectue le gros de ses prestations européennes au cours des années 2010, prenant notamment part à la Ligue des champions dans un premier temps à l'été 2012, étant éliminé d'entrée par le club tchèque du Slovan Liberec, puis une nouvelle fois l'année suivante, connaissant cette fois un bien meilleur parcours qui le voit atteindre le stade des barrages avant d'être finalement défait par le club écossais du Celtic Glasgow, et ce malgré une victoire 2-0 au match aller à domicile, finalement annulée par une défaite 3-0 en Écosse. Cela n'empêche cependant pas l'équipe d'être repêchée en phase de groupes de la Ligue Europa, devenant le premier club kazakh à prendre part à ce stade d'une compétition européenne. Tiré au sein du groupe L composé de l'AZ Alkmaar, du PAOK Salonique et du Maccabi Haïfa, le Shakhter termine finalement dernier de sa poule avec deux points en six matchs.

## Bilan sportif

### Palmarès
| Compétitions kazakhes | Compétitions soviétiques                                                       |
| --- | ------------------------------------------------------------------------------ |
| \| - Championnat du Kazakhstan (2) : - Champion : 2011 et 2012. - Coupe du Kazakhstan (1) : - Vainqueur : 2013. - Finaliste : 2009, 2010 et 2021. - Supercoupe du Kazakhstan (1) : - Vainqueur : 2013. - Finaliste : 2012 et 2014. \| | - Championnat d'Union soviétique de deuxième division (2) : - Champion : 1962. |
| - Championnat du Kazakhstan (2) : - Champion : 2011 et 2012. - Coupe du Kazakhstan (1) : - Vainqueur : 2013. - Finaliste : 2009, 2010 et 2021. - Supercoupe du Kazakhstan (1) : - Vainqueur : 2013. - Finaliste : 2012 et 2014.       |                                                                                |

### Classements en championnat
La frise ci-dessous résume les classements successifs du club en championnat d'Union soviétique.
La frise ci-dessous résume les classements successifs du club en championnat du Kazakhstan.

### Bilan par saison
Légende
- Vainqueur de la compétition
- Vice-champion ou finaliste de la compétition
- Troisième de la compétition
- Promotion en division supérieure
- Relégation en division inférieure

#### Période soviétique
| Saison | Championnat      | Championnat | Championnat | Championnat | Championnat | Championnat | Championnat | Championnat | Championnat | Championnat | Coupe d'URSS        |
| Saison | Division         | Pos         | Pts         | J           | V           | N           | D           | BP          | BC          | Diff        | Coupe d'URSS        |
| ------ | ---------------- | ----------- | ----------- | ----------- | ----------- | ----------- | ----------- | ----------- | ----------- | ----------- | ------------------- |
| 1958   | 2e Zone 5        | 13e         | 22          | 30          | 6           | 10          | 14          | 36          | 56          | -20         | Quarts de finale Q  |
| 1959   | 2e Zone 6        | 11e         | 20          | 26          | 8           | 4           | 14          | 36          | 49          | -13         | —                   |
| 1960   | 2e Républiques 2 | 12e         | 25          | 30          | 10          | 5           | 15          | 50          | 54          | -4          | Quarts de finale Q  |
| 1961   | 2e Républiques 2 | 2e          | 43          | 30          | 17          | 9           | 4           | 56          | 23          | +33         | —                   |
| 1962   | 2e Républiques 2 | 1er         | 41          | 28          | 19          | 3           | 6           | 53          | 21          | +32         | Quarts de finale Q  |
| 1963   | 2e               | 12e         | 30          | 34          | 9           | 12          | 13          | 37          | 46          | -9          | Huitièmes de finale |
| 1964   | 2e               | 14e         | 16          | 26          | 3           | 10          | 13          | 15          | 33          | -18         | 32es de finale      |
| 1965   | 2e               | 12e         | 27          | 30          | 9           | 9           | 12          | 25          | 26          | -1          | Huitièmes de finale |
| 1966   | 2e               | 4e          | 47          | 42          | 19          | 9           | 10          | 46          | 28          | +18         | Seizièmes de finale |
| 1967   | 2e               | 2e          | 56          | 40          | 23          | 10          | 7           | 48          | 25          | +23         | 64es de finale      |
| 1968   | 2e Groupe 4      | 12e         | 41          | 40          | 13          | 15          | 12          | 42          | 35          | +7          | 64es de finale      |
| 1969   | 2e Groupe 4      | 2e          | 50          | 40          | 19          | 12          | 9           | 47          | 23          | +24         | Huitièmes de finale |
| 1970   | 2e               | 9e          | 45          | 42          | 15          | 15          | 12          | 49          | 43          | +6          | 32es de finale      |
| 1971   | 2e               | 9e          | 41          | 42          | 14          | 13          | 15          | 46          | 47          | -1          | Seizièmes de finale |
| 1972   | 2e               | 10e         | 35          | 38          | 11          | 13          | 14          | 37          | 48          | -11         | Huitièmes de finale |
| 1973   | 2e               | 18e         | 28          | 38          | 12          | 9           | 17          | 42          | 60          | -18         | Huitièmes de finale |
| 1974   | 3e Zone 1        | 3e          | 38          | 30          | 14          | 10          | 6           | 53          | 34          | +19         | —                   |
| 1975   | 3e Zone 5        | 14e         | 31          | 34          | 12          | 7           | 15          | 43          | 43          | 0           | —                   |
| 1976   | 3e Zone 2        | 6e          | 43          | 40          | 19          | 5           | 16          | 49          | 41          | +8          | —                   |
| 1977   | 3e Zone 6        | 9e          | 42          | 38          | 16          | 10          | 12          | 43          | 37          | +6          | —                   |
| 1978   | 3e Zone 6        | 2e          | 55          | 40          | 23          | 9           | 8           | 67          | 37          | +30         | —                   |
| 1979   | 3e Zone 6        | 2e          | 58          | 40          | 25          | 8           | 7           | 64          | 31          | +33         | Phase de groupes    |
| 1980   | 3e Zone 7        | 6e          | 48          | 38          | 21          | 6           | 11          | 64          | 39          | +25         | —                   |
| 1981   | 3e Zone 7        | 2e          | 57          | 36          | 26          | 5           | 5           | 79          | 27          | +52         | —                   |
| 1982   | 3e Zone 8        | 1er         | 59          | 36          | 27          | 5           | 4           | 90          | 29          | +61         | —                   |
| 1983   | 3e Zone 8        | 1er         | 49          | 32          | 22          | 5           | 5           | 70          | 32          | +38         | —                   |
| 1984   | 3e Zone 8        | 2e          | 46          | 32          | 21          | 4           | 7           | 54          | 37          | +17         | 32es de finale      |
| 1985   | 3e Zone 8        | 4e          | 42          | 36          | 17          | 8           | 11          | 47          | 42          | +5          | —                   |
| 1986   | 3e Zone 8        | 5e          | 36          | 28          | 16          | 4           | 8           | 45          | 29          | +16         | 64es de finale      |
| 1987   | 3e Zone 8        | 9e          | 31          | 28          | 11          | 9           | 8           | 49          | 32          | +17         | Seizièmes de finale |
| 1988   | 3e Zone 8        | 5e          | 40          | 32          | 17          | 6           | 9           | 43          | 28          | +15         | —                   |
| 1989   | 3e Zone 8        | 5e          | 43          | 34          | 20          | 3           | 11          | 46          | 35          | +11         | —                   |
| 1990   | 3e Centre        | 14e         | 39          | 42          | 15          | 9           | 18          | 44          | 47          | -3          | —                   |
| 1991   | 3e Centre        | 10e         | 43          | 42          | 18          | 7           | 17          | 48          | 42          | +6          | 32es de finale      |

#### Période kazakhe
| Saison | Championnat | Championnat | Championnat | Championnat | Championnat | Championnat | Championnat | Championnat | Championnat | Championnat | Coupe du Kazakhstan |
| Saison | Division    | Pos         | Pts         | J           | V           | N           | D           | BP          | BC          | Diff        | Coupe du Kazakhstan |
| ------ | ----------- | ----------- | ----------- | ----------- | ----------- | ----------- | ----------- | ----------- | ----------- | ----------- | ------------------- |
| 1992   | 1re         | 7e          | 36          | 26          | 8           | 12          | 6           | 24          | 22          | +2          | Seizièmes de finale |
| 1993   | 1re         | 6e          | 22          | 22          | 8           | 6           | 8           | 25          | 29          | -4          | Quarts de finale    |
| 1994   | 1re         | 6e          | 34          | 30          | 11          | 12          | 7           | 45          | 38          | +7          | Demi-finales        |
| 1995   | 1re         | 3e          | 60          | 30          | 18          | 6           | 6           | 43          | 24          | +19         | Quarts de finale    |
| 1996   | 1re         | 8e          | 52          | 34          | 14          | 10          | 10          | 42          | 40          | +2          | —                   |
| 1997   | 1re         | 4e          | 52          | 26          | 16          | 4           | 6           | 40          | 22          | +18         | Quarts de finale    |
| 1998   | 1re         | 9e          | 28          | 26          | 8           | 4           | 14          | 29          | 32          | -3          | Quarts de finale    |
| 1999   | 1re         | 10e         | 37          | 30          | 11          | 4           | 15          | 28          | 35          | -7          | Quarts de finale    |
| 2000   | 1re         | 5e          | 48          | 28          | 14          | 6           | 8           | 38          | 26          | +12         | Huitièmes de finale |
| 2001   | 1re         | 12e         | 40          | 32          | 10          | 10          | 12          | 31          | 37          | -6          | Demi-finales        |
| 2001   | 1re         | 12e         | 40          | 32          | 10          | 10          | 12          | 31          | 37          | -6          | Quarts de finale    |
| 2002   | 1re         | 5e          | 46          | 32          | 13          | 7           | 12          | 37          | 40          | -3          | Demi-finales        |
| 2003   | 1re         | 10e         | 42          | 32          | 10          | 12          | 10          | 37          | 29          | +8          | Seizièmes de finale |
| 2004   | 1re         | 9e          | 57          | 36          | 16          | 9           | 11          | 44          | 28          | +16         | Seizièmes de finale |
| 2005   | 1re         | 4e          | 59          | 30          | 19          | 2           | 9           | 37          | 22          | +15         | Huitièmes de finale |
| 2006   | 1re         | 4e          | 50          | 30          | 15          | 5           | 10          | 35          | 24          | +11         | Demi-finales        |
| 2007   | 1re         | 3e          | 58          | 30          | 17          | 7           | 6           | 45          | 23          | +22         | Quarts de finale    |
| 2008   | 1re         | 7e          | 37-9        | 30          | 11          | 13          | 5           | 50          | 18          | +32         | Huitièmes de finale |
| 2009   | 1re         | 3e          | 57          | 26          | 18          | 3           | 5           | 50          | 18          | +32         | Finale              |
| 2010   | 1re         | 6e          | 41          | 32          | 11          | 8           | 13          | 32          | 30          | +2          | Finale              |
| 2011   | 1re         | 1er         | 42          | 32          | 19          | 6           | 7           | 52          | 29          | +23         | Quarts de finale    |
| 2012   | 1re         | 1er         | 53          | 26          | 17          | 2           | 7           | 48          | 15          | +33         | Demi-finales        |
| 2013   | 1re         | 5e          | 26          | 32          | 12          | 7           | 13          | 43          | 45          | -2          | Vainqueur           |
| 2014   | 1re         | 6e          | 21          | 32          | 11          | 6           | 15          | 41          | 49          | -8          | Demi-finales        |
| 2015   | 1re         | 10e         | 23          | 32          | 9           | 5           | 18          | 27          | 47          | -20         | Huitièmes de finale |
| 2016   | 1re         | 9e          | 36          | 32          | 10          | 6           | 16          | 25          | 40          | -15         | Huitièmes de finale |
| 2017   | 1re         | 7e          | 40          | 33          | 12          | 4           | 17          | 36          | 50          | -14         | Demi-finales        |
| 2018   | 1re         | 8e          | 36          | 33          | 8           | 12          | 13          | 29          | 36          | -7          | Demi-finales        |
| 2019   | 1re         | 9e          | 35          | 33          | 9           | 8           | 16          | 40          | 47          | -7          | Huitièmes de finale |
| 2020   | 1re         | 4e          | 32          | 20          | 9           | 5           | 6           | 29          | 22          | +7          | —                   |
| 2021   | 1re         | 6e          | 33          | 26          | 9           | 6           | 12          | 25          | 34          | -9          | Finale              |
| 2022   | 1re         | 7e          | 32          | 26          | 9           | 5           | 12          | 34          | 35          | -1          | Quarts de finale    |
| 2023   | 1re         | 10e         | 29          | 26          | 7           | 8           | 11          | 31          | 36          | -5          | Quarts de finale    |

### Bilan continental
Note : dans les résultats ci-dessous, le score du club est toujours donné en premier.
| Saison    | Compétition             | Tour             | Club                   | Domicile | Extérieur | Total             |
| --------- | ----------------------- | ---------------- | ---------------------- | -------- | --------- | ----------------- |
| 2006      | Coupe Intertoto         | Premier tour     | MTZ-RIPA Minsk         | 1 - 5    | 3 - 1     | 4 - 6             |
| 2008-2009 | Coupe UEFA              | Premier tour Q   | Debrecen VSC           | 1 - 1    | 0 - 1     | 1 - 2             |
| 2010-2011 | Ligue Europa            | Premier tour Q   | Ruch Chorzów           | 1 - 2    | 0 - 1     | 1 - 3             |
| 2011-2012 | Ligue Europa            | Premier tour Q   | FC Koper               | 2 - 1    | 1 - 1     | 3 - 2             |
| 2011-2012 | Ligue Europa            | Deuxième tour Q  | St. Patrick's Athletic | 2 - 1    | 0 - 2     | 2 - 3             |
| 2012-2013 | Ligue des champions     | Deuxième tour Q  | Slovan Liberec         | 1 - 1 ap | 0 - 1     | 1 - 2             |
| 2013-2014 | Ligue des champions     | Deuxième tour Q  | BATE Borisov           | 1 - 0    | 1 - 0     | 2 - 0             |
| 2013-2014 | Ligue des champions     | Troisième tour Q | Skënderbeu Korçë       | 3 - 0    | 2 - 3     | 5 - 3             |
| 2013-2014 | Ligue des champions     | Barrages Q       | Celtic Glasgow         | 2 - 0    | 0 - 3     | 2 - 3             |
| 2013-2014 | Ligue Europa            | Groupe L         | AZ Alkmaar             | 1 - 1    | 0 - 1     | Quatrième         |
| 2013-2014 | Ligue Europa            | Groupe L         | PAOK Salonique         | 0 - 2    | 1 - 2     | Quatrième         |
| 2013-2014 | Ligue Europa            | Groupe L         | Maccabi Haïfa          | 2 - 2    | 1 - 2     | Quatrième         |
| 2014-2015 | Ligue Europa            | Premier tour Q   | Shirak FC              | 4 - 0    | 2 - 1     | 6 - 1             |
| 2014-2015 | Ligue Europa            | Deuxième tour Q  | Atlantas Klaipėda      | 3 - 0    | 0 - 0     | 3 - 0             |
| 2014-2015 | Ligue Europa            | Troisième tour Q | Hajduk Split           | 4 - 2    | 0 - 3     | 4 - 5             |
| 2021-2022 | Ligue Europa Conférence | Deuxième tour Q  | FCSB                   | 2 - 1 ap | 0 - 1     | 2 - 2 (5 - 3 tab) |
| 2021-2022 | Ligue Europa Conférence | Troisième tour Q | Kolos Kovalivka        | 0 - 0 ap | 0 - 0     | 0 - 0 (3 - 1 tab) |
| 2021-2022 | Ligue Europa Conférence | Barrages Q       | Maccabi Tel-Aviv       | 1 - 2    | 0 - 2     | 1 - 4             |

Légende
- Victoire ou qualification pour le tour suivant
- Match nul
- Défaite ou élimination de la compétition

## Personnalités du club

### Entraîneurs
- Piotr Popov (ru) (1950-1953)
- Gueorgui Bedritski (1953-1955)
- Vassili Gilev (1956-1957)
- Iouri Khodotov (1958)
- Vassili Gilev (1959)
- Nikolaï Palyska (1960)
- Vladimir Kotliarov (1961-1962)
- Viktor Ponomarov (ru) (1963)
- Aleksandr Zagretski (ru) (1964-1965)
- Viktor Korolkov (1966-1967)
- Vladimir Kotliarov (1968-1969)
- Viktor Korolkov (1969-1970)
- Timour Seguizbaïev (ru) (1971-1972)
- Guennadi Kostioutchenko (1973)
- Vladimir Bolotov (1973-1975)
- Beniamin Tchouvakov (1975)
- Igor Frolov (ru) (1975-1976)
- Valentin Grokhovski (1977)
- Arsen Naïdiorov (en) (1978-1979)
- Anatoly Krutikov (1980)
- Leonid Ostrouchko (ru) (1981)
- Serik Achirbekov (1982-1985)
- Boris Emeline (1985-septembre 1986)
- Leonid Ostrouchko (ru) (septembre 1986-juillet 1987)
- Serik Achirbekov (juillet 1987-décembre 1987)
- Vladimir Kotliarov (1988-1989)
- Viatcheslav Ledovskikh (janvier 1990-septembre 1990)
- Lev Bourtchalkine (septembre 1990-1991)
- Stanislav Kaminski (1992)
- Serik Berdaline (ru) (1993-1996)
- Piotr Asylbaïev (1997-juillet 1998)
- Bauyrjan Baïmoukhammedov (en) (juillet 1998-décembre 1998)
- Viktor Ivachkine (janvier 1999-août 1999)
- Robert Antorian (août 1999-décembre 1999)
- Serik Berdaline (ru) (janvier 2000-juin 2000)
- Vakhid Masudov (en) (juin 2000-décembre 2000)
- Sambel Kostandian (ru) (janvier 2001-juillet 2001)
- Sergueï Gorokhovodatski (ru) (juillet 2001-2003)
- Alekseï Belenkov (en) (2004)
- Esen Syzdykov (2004)
- Vakhid Masudov (en) (2005-2006)
- André Gusset (2006)
- Juha Malinen (en) (janvier 2007-août 2007)
- Revaz Dzodzouachvili (août 2007-mai 2008)
- Ivan Azovski (mai 2008-décembre 2008)
- Vladimir Tchebourine (2009-2010)
- Askar Abildaïev (en) (2010)
- Viktor Koumykov (en) (2011-2014)
- Vladimir Tchebourine (décembre 2014-mai 2015)
- Ihor Zakhariak (juin 2015-décembre 2015)
- Jozef Vukušič (janvier 2016-août 2016)
- Alexei Eremenko Sr. (août 2016-mai 2017)
- Saulius Širmelis (juin 2017-novembre 2017)
- Vladimir Jouravel (en) (janvier 2018-juin 2018)
- Nikolay Kostov (en) (juin 2018-novembre 2019)
- Vyacheslav Hroznyi (en) (janvier 2020-juin 2020)
- Konstantin Gorovenko (juin 2020-décembre 2020)
- Ali Aliev (en) (janvier 2021-avril 2021)
- Magomed Adiev (en) (depuis avril 2021)

### Joueurs emblématiques
- Nilton Mendes

## Identité du club

### Logotypes

Jusqu'en 2025.
Depuis 2025.